# Tiro com arco nos Jogos Olímpicos de Verão de 1988
As competições de tiro com arco nos Jogos Olímpicos de Verão de 1988 foram disputadas entre 27 de setembro e 1 de outubro no Hwarang Archery Field em Seul, na Coreia do Sul. Esses eventos incluíram competições por equipes pela primeira vez no tiro com arco olímpico moderno. As competições individuais masculina e feminina também continuaram fazendo parte da programação.
O formato da competição individual foi alterado pela primeira vez desde os Jogos Olímpicos de Verão de 1972. Em Seul, em vez de todos os arqueiros usarem a rodada dupla da FITA para determinar as classificações, foi introduzida uma espécie de plano de eliminação. Cada arqueiro disparou uma única rodada FITA para determinar a classificação inicial. A maioria dos arqueiros foi eliminada da competição depois disso, com apenas 24 avançando. Esses arqueiros então atiraram um quarto do número normal de flechas para uma rodada FITA, com essas pontuações sendo usadas para derrubar mais arqueiros. Este processo foi repetido até que apenas 8 arqueiros terminassem o quarto segmento do segundo turno.

## Eventos
Quatro conjuntos de medalhas foram concedidos:
- Individual masculino
- Individual feminino
- Equipe masculino
- Equipe feminino

## Formato da competição

### Individual
Oitenta e quatro arqueiros competiram na competição individual masculina enquanto 62 competiram na prova feminina com no máximo 3 atletas de cada país em cada prova. Uma rodada preliminar de classificação foi realizada onde cada arqueiro disparou um único tiro FITA. Os 24 melhores arqueiros classificados da fase preliminar avançaram para a oitava final. Nesta rodada, os arqueiros atiraram um quarto do número normal de flechas para uma rodada FITA, com os 18 primeiros avançando para as quartas de final. Os 12 melhores arqueiros das quartas de final avançaram para as semifinais onde apenas os 8 primeiros avançaram para a final.

### Equipe
Cada país que teve três arqueiros na competição individual também poderia competir na competição por equipes. No primeiro round os arqueiros realizaram um único round FITA com as 12 melhores equipes avançando para a semifinal. As 8 melhores equipes da semifinal avançaram para a final.

## Medalhistas
Masculino
Em individuais, Jay Barrs, dos Estados Unidos foi campeão olímpico. Ele ficou a frente de Park Sung-soo (Coreia do Sul), que foi prata, enquanto o soviético Vladimir Yesheyev conquistou o bronze. Por equipes, os sul-coreanos conseguiram o ouro, enquanto o trio estadunidense e britânico ficaram com a prata e o bronze respectivamente.
| Evento              | Ouro                                                    | Prata                                                      | Bronze                                                         |
| ------------------- | ------------------------------------------------------- | ---------------------------------------------------------- | -------------------------------------------------------------- |
| Individual detalhes | Jay Barrs USA Estados Unidos                            | Park Sung-soo KOR Coreia do Sul                            | Vladimir Yesheyev URS União Soviética                          |
| Equipes detalhes    | Chun In-soo Lee Han-sup Park Sung-soo KOR Coreia do Sul | Jay Barrs Richard McKinney Darrell Pace USA Estados Unidos | Steven Hallard Richard Priestman Leroy Watson GBR Grã-Bretanha |

Feminino
O título olímpico da competição individual feminina foi conquistado por Kim Soo-nyung, da Coreia do Sul, ao ficar na frente das compatriotas Wang Hee-kyung e Yun Young-sook, que ficou com o bronze. Na competição de equipes, as três medalhistas da prova individual consagraram-se campeãs olímpicas, ao passo que o grupo indonésio e estadunidense completaram o pódio.
| Evento              | Ouro                                                          | Prata                                                              | Bronze                                                         |
| ------------------- | ------------------------------------------------------------- | ------------------------------------------------------------------ | -------------------------------------------------------------- |
| Individual detalhes | Kim Soo-nyung KOR Coreia do Sul                               | Wang Hee-kyung KOR Coreia do Sul                                   | Yun Young-sook KOR Coreia do Sul                               |
| Equipes detalhes    | Kim Soo-nyung Wang Hee-kyung Yun Young-sook KOR Coreia do Sul | Lilies Handayani Nurfitriyana Saiman Kusuma Wardhani INA Indonésia | Deborah Ochs Denise Parker Melanie Skillman USA Estados Unidos |

## Quadro de medalhas
| Ordem | País                | Medalha de ouro | Medalha de prata | Medalha de bronze |    | Ordem por total |
| ----- | ------------------- | --------------- | ---------------- | ----------------- | -- | --------------- |
| 1     | KOR Coreia do Sul   | 3               | 2                | 1                 | 6  | 1               |
| 2     | USA Estados Unidos  | 1               | 1                | 1                 | 3  | 2               |
| 3     | INA Indonésia       |                 | 1                |                   | 1  | 3               |
| 4     | GBR Grã-Bretanha    |                 |                  | 1                 | 1  | 3               |
| 4     | URS União Soviética |                 |                  | 1                 | 1  | 3               |
| TOTAL | TOTAL               | 4               | 4                | 4                 | 12 | —               |